# Gudrun Norstedt

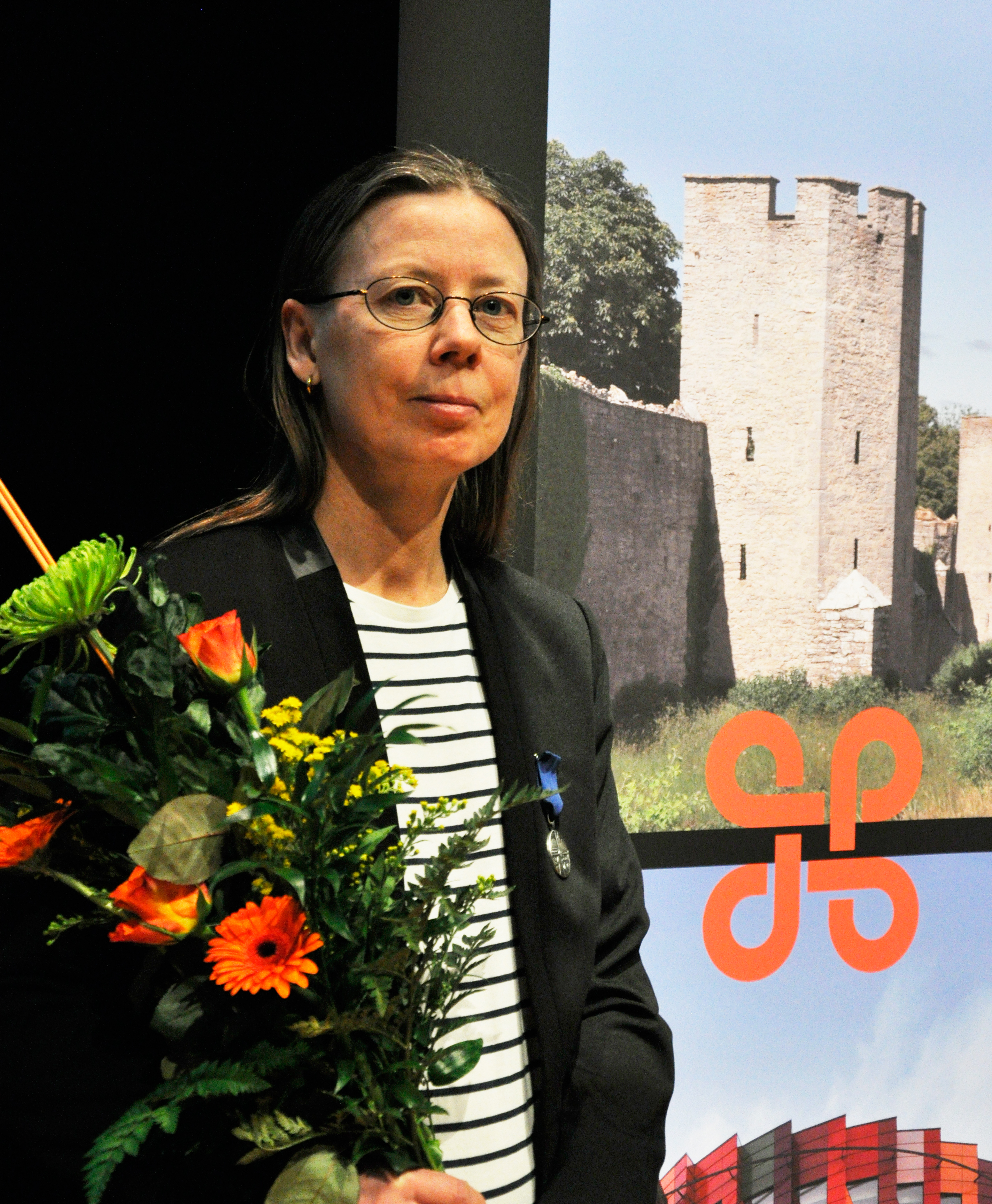
Gudrun Norstedt efter att ha mottagit Riksantikvarieämbetets förtjänstmedalj, 2014.

Gudrun Norstedt, född 5 maj 1965 i Anundsjö församling, Västernorrlands län, är en svensk forskare inom samisk historia, författare och biolog.
Hon disputerade 2018 vid Sveriges lantbruksuniversitet på avhandlingen A land of one's own: Sami resource use in Sweden’s boreal landscape under autonomous governance. Sedan 2019 är hon verksam som forskare vid Várdduo, Centrum för samisk forskning vid Umeå universitet.
Gudrun Norstedt tilldelades 2014-04-08 Riksantikvarieämbetets förtjänstmedalj med följande motivering:
"För att ha berikat vårt vetande om Västerbottens kulturarv och genom sitt författarskap lyft fram ett brett spektrum av Norrlands kulturhistoria, från kustens sågverkssamhälle till inlandets kyrkstäder och det samiska kulturarvet."